# Enfermedad de Panamá

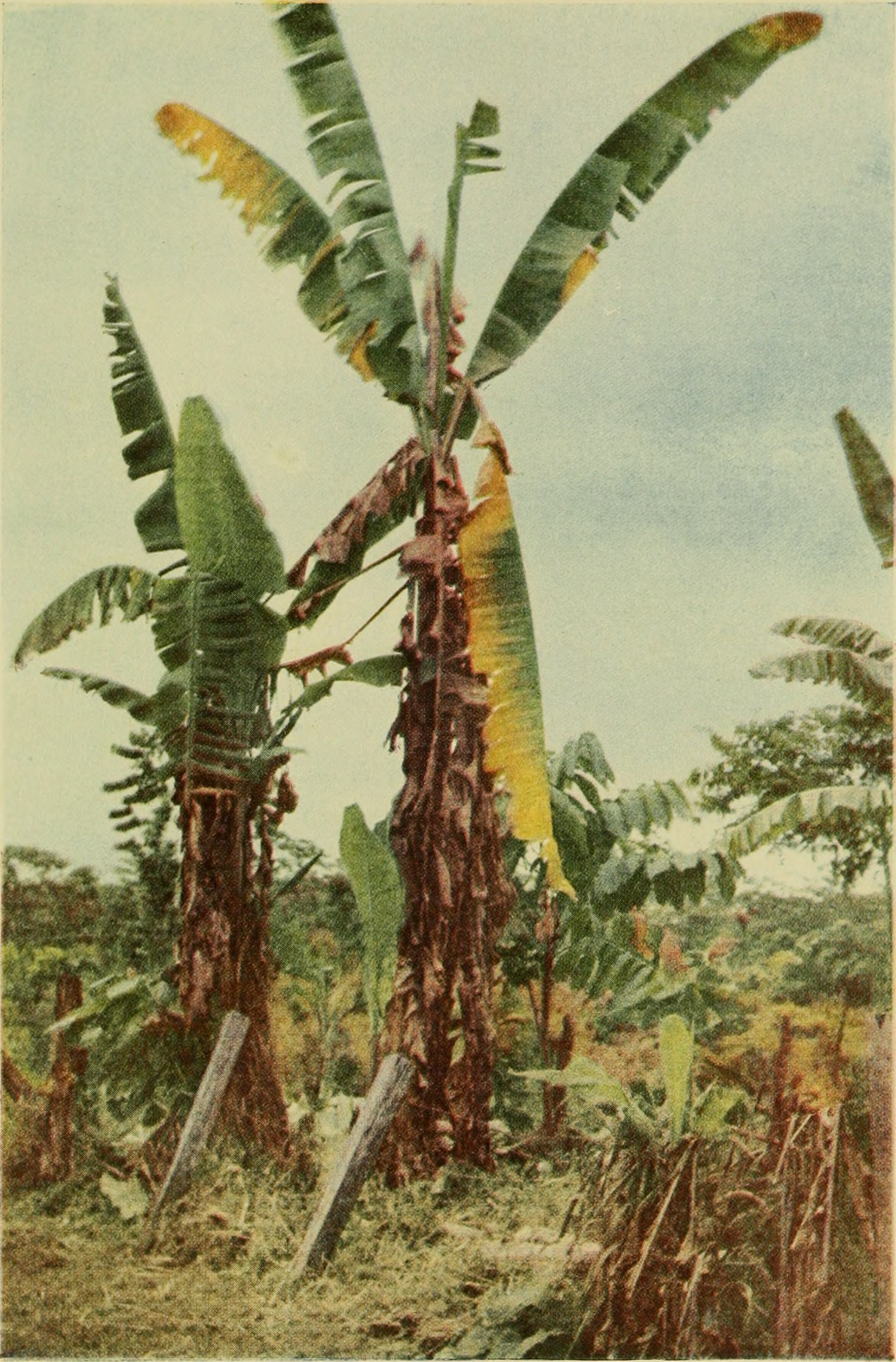
Bananero Gros Michel afectado por la enfermedad (Costa Rica, 1919).

La enfermedad de Panamá, fusariosis del banano o mal de Panamá es una enfermedad provocada por el hongo Fusarium oxysporum que ataca las raíces de algunas variedades de banano (Musa x paradisiaca). La resistencia del hongo a los fungicidas ha hecho de esta enfermedad la mayor plaga de la historia del cultivo del banano, exterminando por completo algunos cultivares particularmente susceptibles, y una de las más severas de la historia de la agricultura.

## Historia
Gros Michel era el único tipo de plátano consumido en los Estados Unidos desde finales del siglo XIX hasta después de la Segunda Guerra Mundial. Sin embargo, una grave enfermedad estaba presente en las plantaciones de banano de América Central. El problema fue diagnosticado por primera vez en Panamá tras lo cual fue nombrado. La enfermedad de Panamá es causada por un hongo de Fusarium oxysporum f. sp. cubense. Se transmite a través del suelo y el agua. Dicho hongo puede vivir en estado latente en el suelo durante unos 30 años, o hasta que se estimula a germinar por un huésped susceptible. Por lo general, entra a través del sistema de raíces y viaja en los vasos del xilema. A medida que el hongo altera el sistema vascular de la planta, las hojas se vuelven amarillas y empiezan a marchitarse. Después de que el hongo termina su ciclo, la planta finalmente muere por deshidratación.
El patógeno afecta a los cultivos de banano en todo el mundo. Se ha propagado a Pakistán, Filipinas e Indonesia. Está en aumento en África y Australia. Todavía tiene que llegar en América Latina, pero los científicos creen solo una cuestión de tiempo. Los científicos están tratando de modificar la planta de banano para que pueda resistir la enfermedad de Panamá, y muchas otras aflicciones de plátano graves que van desde fúngicas, bacterianas y virales de madriguera, gusanos y escarabajos. Los investigadores están peinando selvas remotas en busca de nuevos bananos silvestres. Plátanos híbridos se están creando con la esperanza de generar una nueva variedad con una fuerte resistencia a las enfermedades. La ingeniería genética con la adición de genes de frutas completamente diferentes, verduras, e incluso peces. 
Algunos creen que la mejor esperanza para un plátano más resistente es a través de la ingeniería genética. Sin embargo, el fruto resultante también es necesario para el buen gusto, maduran en la cantidad correcta de tiempo, viajar largas distancias sin daños, y ser fácil de cultivar en grandes cantidades. Actualmente, no hay plátano que cumpla con todos estos requisitos.

## Sintomatología
La enfermedad de Panamá se manifiesta inicialmente como el agostamiento de los márgenes de las hojas más grandes de la planta, y progresa desde ellas hacia las más tiernas, debilitándolas hasta que el pecíolo cede y las hojas se doblan, laxamente, hacia el suelo, formando una corona de hojas muertas alrededor del pseudotallo. La planta no detiene su crecimiento, y las hojas tiernas que brotan tienen un aspecto erecto aunque descolorido; su lámina puede estar reducida, arrugada o deformada. En casos muy virulentos, las vainas foliares que forman el pseudotallo se rasgan longitudinalmente, partiéndose en dos.
Internamente, la invasión de los tejidos por el hongo se manifiestan en la decoloración del tejido vascular, primero en las raíces y el rizoma y luego en el pseudotallo. El fruto no se muestra afectado. La planta tarda en morir, pudiendo producir varios retoños ("chupones") antes de perecer finalmente.

## Transmisión
La infección tiene lugar por la penetración del hongo en las raíces de la planta, muchas veces a través de los orificios practicados por otra plaga, el nematodo barrenador (Radopholus similis). El patógeno coloniza el xilema y avanza hacia el rizoma.
Con la muerte de la planta, el hongo se retira del xilema y ocupa los otros tejidos; forma finalmente clamidosporas que regresan al suelo. Las clamidosporas pueden sobrevivir hasta 30 años en el suelo, colonizando otras especies afines —que permanecen asintomáticas— o los detritos vegetales.
Si se introduce en una plantación a partir de un rizoma o tierra infectada, la difusión de la enfermedad es lenta, aunque puede acelerarse si el agua de riego ayuda en la dispersión de las esporas. La tasa de difusión depende de varios factores, entre ellos el pH del suelo, el tipo de drenaje y las condiciones del suelo; en algunos entornos la población microbial del suelo suprime al patógeno. Suelos de este tipo se conocen desde los años 1930, y han sido descubiertos en Mesoamérica, Australia, Sudáfrica y las Islas Canarias.

## Cultivares afectados
La enfermedad se registró por primera vez a fines del siglo XIX en Australia, y se ha difundido con el intercambio internacional de retoños. Excepto en la costa del Mar Mediterráneo, Papúa-Nueva Guinea y algunas islas del Pacífico, hoy afecta a todas las regiones donde se cultiva el banano en el mundo. 
El cultivar AAA 'Gros Michel', que fue durante muchos años la variedad más exportada a nivel internacional sucumbió casi por completo entre los años 1940 y 50 a la fusariosis, siendo reemplazado casi universalmente por el grupo AAA 'Cavendish', resistente a las cepas más extendidas por ese entonces. Otros grupos menos empleados en el comercio internacional pero muy importantes en el consumo local son también susceptibles; estos incluyen al AA 'Dedo de dama', AAA 'Mutika', AAB 'Maia Maioli', AAB 'Manzana', AAB 'Seda', ABB 'Bluggoe' y ABB 'Pisang Awak', que son importantes en la producción en minifundios en Australia, Brasil, Filipinas, la India, Malasia y Vietnam, todos ellos países en los que el cultivo de bananas y plátanos para consumo interno es una actividad económica fundamental.
Los cultivares del grupo 'Cavendish' reemplazaron a 'Gros Michel' en el cultivo comercial por su resistencia a la enfermedad de Panamá, pero una raza aparecida en Fiyi en 1961 ha comenzado a afectar las plantaciones de este cultivar en regiones tropicales; el sudeste asiático, las Canarias y Australia han experimentado pérdidas por enfermedades de este tipo, y es posible que otros cultivares considerados insusceptibles, como 'Valery', 'Grande Naine' y 'Williams' puedan también padecerla. Se estima que la exposición al frío excesivo durante el invierno puede debilitar las defensas de la planta frente al hongo.

## Variedades
F. oxysporum ha sido objeto de intenso estudio, pero se desconoce su fase sexual, por lo que los estudios genéticos han sido imposibles. A través de análisis de ADN, estudios de compatibilidad vegetativa y producción enzimática se han distinguido cuatro "razas" que afectan diferentes grupos de cultivares.
La raza 1 afecta a 'Gros Michel', 'Seda' y 'Manzana'; es la más extendida, y la que provocó los daños originales. La raza 2 afecta a plátanos del cultivar 'Bluggoe' y otros afines. La raza 3 no afecta al banano, sino a especies similares del género Heliconia. La raza 4 afecta a todos los cultivares susceptibles a las 1 y 2, además de a 'Cavendish'. Esta nomenclatura solo describe muy superficialmente la diferenciación interna de los tipos de hongos; estudios de compatibilidad vegetativa han distinguido hasta 21 grupos diferentes.

## Tratamiento
F. oxysporum se ha mostrado resistente a los fungicidas químicos, y su prolongada resistencia en el suelo hacen que otros medios —la rotación de cultivos y el barbecho— resulten inútiles. Las expectativas se depositan actualmente en el desarrollo de variedades resistentes. Cuatro programas desarrollan actualmente prototipos de uso comercial basados en cultivares y variedades silvestres: la FHIA en Honduras, el EMBRAPA-CNPMF en Brasil, el IITA en Nigeri y el CIRAD-FLHOR en Guadalupe. Las fuentes más utilizadas han sido los cultivares 'Jari Buaya', 'Lilin' y la variedad silvestre 'Calcuta 4' (Musa acuminata ssp. burmannicoides). En Honduras se ha obtenido una variedad llamada 'Goldfinger' que muestra resistencia a la raza 4 del hongo; el objetivo primordial es la búsqueda de un sustitutivo para 'Cavendish'.
Las medidas de prevención se basan sobre todo en la cuarentena de poblaciones infectadas, restringiendo la exportación de rizomas, retoños y tierra. El uso de plantines micropropagados es una de las principales posibilidades para la difusión de cultivares sin poner por ello en riesgo de contagio a las zonas aún no afectadas, en especial América.